# August Entringer
August Entringer (* 13. Februar 1921 in Friedrichshafen; † 24. Juni 2008 ebenda) war ein deutscher Politiker der CDU.

## Leben und Politik
August Entringer wurde 1921 in Friedrichshafen als jüngstes von neun Kindern eines Metzgermeisters geboren. Nach Schulbesuch, Kriegsdienst und Kriegsgefangenschaft trat er im Jahr seiner Rückkehr 1947 in die CDU ein.
Entringer gehörte dem Gemeinderat von Friedrichshafen 35 Jahre lang von 1959 bis 1994 an. Er war Kreistagsabgeordneter im Landkreis Tettnang und im Bodenseekreis sowie Mitglied der Regionalversammlung Bodensee-Oberschwaben.
Bei der Landtagswahl 1972 wurde Entringer erstmals in den Landtag von Baden-Württemberg gewählt. Er vertrat über ein Zweitmandat den Wahlkreis Wangen und war dabei der erste Abgeordnete, der als Ersatzbewerber eines erfolgreichen Direktkandidaten (Josef Siedler) in den Landtag einzog, weil der Mandatsanspruch der CDU im Regierungsbezirk Südwürttemberg-Hohenzollern über der Zahl der sämtlich von der CDU direkt gewonnenen Wahlkreise lag. Bei der Wahl 1976 wiederholte er das im neuen Wahlkreis Bodensee als Ersatzbewerber von Karl Schiess, der 1972 im Wahlkreis Überlingen kandidiert hatte. Bei seiner dritten Kandidatur 1980 wurde Entringer als Direktkandidat des Wahlkreises Bodensee gewählt. Er bearbeitete im Landtag Themen der Wirtschafts- und Sozialpolitik.

## Ehrungen
- Bundesverdienstkreuz (am Bande), 1978
- Bundesverdienstkreuz (1. Klasse), 1984
- Verdienstmedaille des Landes Baden-Württemberg, 1986
- Ehrenring der Stadt Friedrichshafen, 1981